# Meromacrus ceres
Meromacrus ceres är en tvåvingeart som beskrevs av Hull 1942. Meromacrus ceres ingår i släktet Meromacrus och familjen blomflugor. Inga underarter finns listade i Catalogue of Life.